# Rio Grumezoaia
O Rio Grumezoaia é um rio da Romênia, afluente do Cisla, localizado no distrito de Iaşi.